# Цецилия Метела (съпруга на Сервилий Вация)
Вижте пояснителната страница за други личности с името Цецилия Метела.
Цецилия Метела (на латински: Caecilia Metella; * 170 пр.н.е.) е римска аристократка.

## Биография
Произлиза от плебейския род Цецилии, клон Цецилии Метели. Дъщеря е на Квинт Цецилий Метел Македоник (консул 143 пр.н.е.). Четиримата ѝ братя стават също консули: Квинт Цецилий Метел Балеарик (консул 123 пр.н.е.), Луций Цецилий Метел Диадемат (консул 117 пр.н.е.), Марк Цецилий Метел (консул 115 пр.н.е.) и Гай Цецилий Метел Капрарий (консул 113 пр.н.е.). Освен това тя има сестра със същото име, която е омъжена с Публий Корнелий Сципион Назика Серапион (консул 111 пр.н.е.).
Омъжва се за Гай Сервилий Вация (претор 114 пр.н.е.). Двамата имат около 134 пр.н.е. син Публий Сервилий Вация Исаврик, който е консул през 79 пр.н.е. и баща на Публий Сервилий Исаврик (консул 48 и 41 пр.н.е.) и на Сервилия.